# Jaguar Mark IX
 (février 2025).
La Jaguar Mark IX, berline de grand tourisme à quatre portières, fut présentée au public le 8 octobre 1958. Produite par le constructeur britannique Jaguar jusqu'en 1961, elle succéda à la Mark VIII. Bien que conservant une parenté stylistique avec son aînée, la Mark IX se distinguait par une mécanique notablement améliorée. Son robuste moteur de 3,8 litres, couplé à des freins à disques sur les quatre roues et une direction assistée à recirculation de billes, en faisait un véhicule à la fois puissant et sûr.
Au niveau de l'apparence extérieure, les premières versions présentaient une grande similitude avec le Mark VIII. Seule l'adjonction d'un monogramme chromé « Mk IX » sur le couvercle du coffre permettait de les différencier. Les versions produites par la suite se caractérisaient par un ensemble de feux arrière de dimensions supérieures, incluant une section de couleur ambre destinée à la signalisation lumineuse, rappelant ainsi l'équipement visuel de la Jaguar Mark 2, modèle de gabarit plus réduit.
Il céda la place, en 1961, au Mark X, modèle plus ramassé et plus moderne.

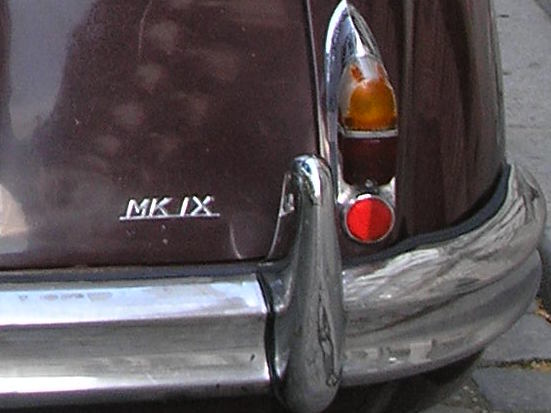
Modifications extérieures, version ultérieure

## Caractéristiques
Le véhicule était généralement équipé d'une boîte de vitesses manuelle à quatre rapports. En option, le constructeur proposait un dispositif d'overdrive ainsi qu'une transmission automatique à trois vitesses signée BorgWarner, cette dernière rencontrant un plus grand succès commercial.

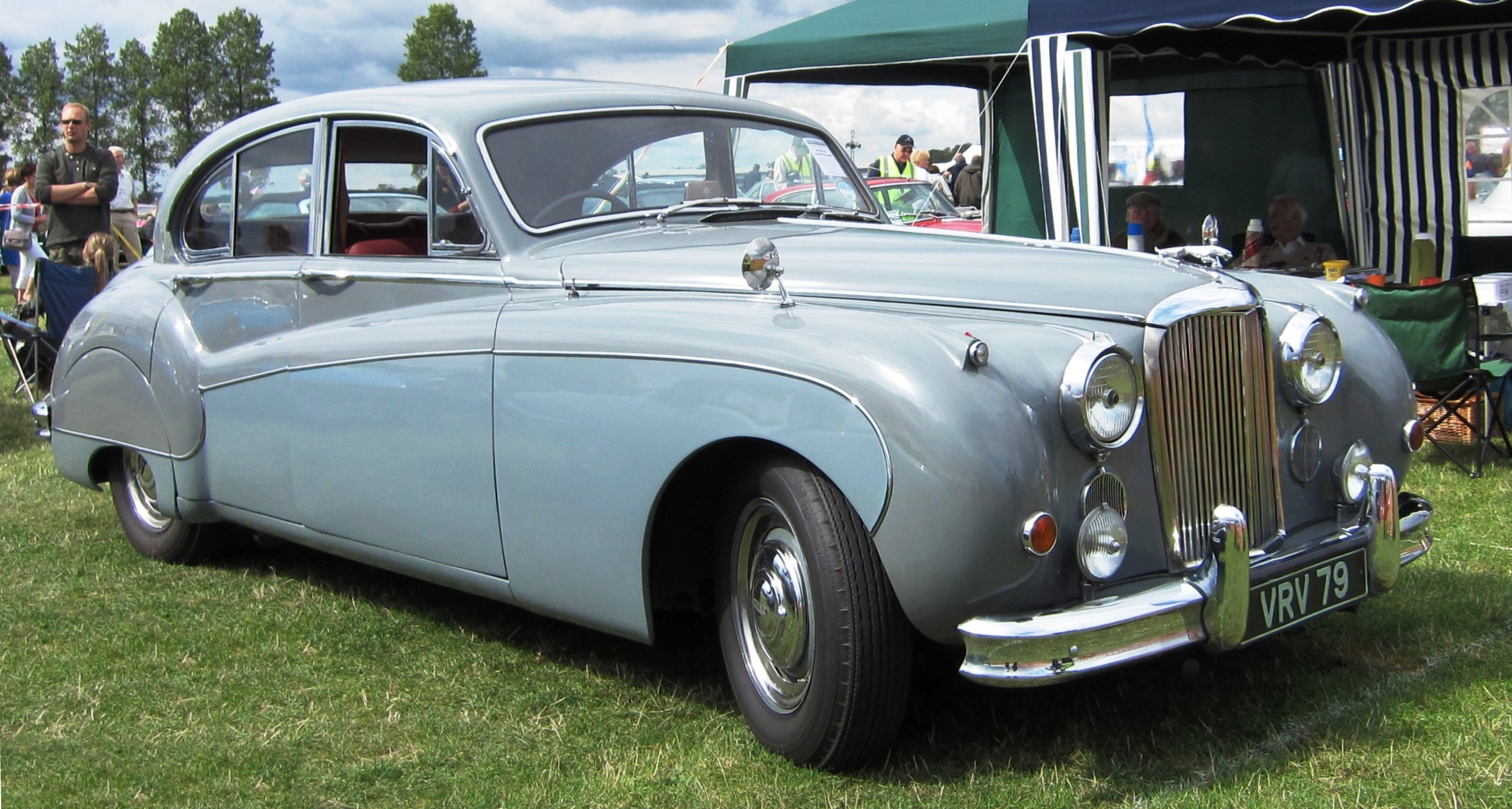
Une Jaguar Mark IX de 1959

À l’intérieur, le précédent moteur XK DOHC six cylindres en ligne de 3,4 litres (141,7 kW) a été remplacé par un bloc de 3,8 litres (164,1 kW) à alésage agrandi. Cette évolution mécanique a nécessité l’adaptation de la culasse de type B, héritée du Mark VIII, par la création d’une chambre de combustion de dimension réduite, afin de s’accorder avec l’augmentation du diamètre des cylindres. Pour l’alimentation en carburant, deux carburateurs doubles HD6 SU de 1,75 pouce ont été installés. Un troisième carburateur auxiliaire, de plus petit diamètre et à commande électrique, a été ajouté entre les deux principaux, jouant le rôle de starter. Ce dispositif s’est souvent révélé capricieux, conduisant de nombreux propriétaires à opter pour un système de démarrage manuel. Le taux de compression standard était fixé à 8:1, mais une version à taux de compression plus élevé (9:1) était proposée pour les amateurs de performances. Par ailleurs, une version à taux de compression réduit (7:1) était destinée aux marchés d’exportation, notamment ceux d’Afrique, où la qualité du carburant pouvait être variable et nécessitait un réglage moteur spécifique.
La Mark IX marqua une étape décisive dans l'évolution des systèmes de freinage et de direction des automobiles de série. En effet, cette Jaguar fut la première à être équipée, de série, de freins à disque Dunlop servo-assistés aux quatre roues, ainsi que d'une direction assistée à recirculation de billes. Ces innovations techniques conféraient à ce modèle un niveau de sécurité et de confort de conduite jusqu'alors inégalé. Le système de freinage, particulièrement ingénieux, était doté d'un réservoir de réserve à vide qui garantissait l'efficacité du freinage même en cas d'arrêt inopiné du moteur. Quant aux modèles équipés d'une transmission automatique, ils bénéficiaient d'un dispositif anti-fluage particulièrement sophistiqué. Ce système, reposant sur une soupape électromagnétique, assurait le maintien de la pression de freinage lorsque le conducteur relâchait la pédale, évitant ainsi tout risque de recul sur une pente.
La direction assistée était mue par une pompe Hobourn-Eaton développant une pression de 600 à 650 livres par pouce carré. Raccordée à l'arrière du générateur, elle offrait un angle de braquage maximal de 3,5 tours de butée à butée, soit une amélioration notable par rapport aux 4,5 tours des modèles Mark VII et VIII.
Contrairement à la première boîte automatique du Mark VII, mais comme celles des modèles ultérieurs de la série Mark VII et de toute la série Mark VIII, la boîte de vitesses BorgWarner DG démarrait en première vitesse. Un commutateur placé sur le tableau de bord offrait la possibilité de maintenir indéfiniment la deuxième vitesse. Une fois le troisième rapport engagé, un jeu d'embrayages entrait en action, permettant une transmission directe sans passer par le convertisseur de couple.
Le système de suspension avant, indépendant et muni de barres de torsion, ainsi que l'essieu arrière équipé de ressorts à lames, sont des éléments qui ont été conservés du modèle Mk VIII. Ce dernier, quant à lui, avait fait ses premières apparitions sur le modèle Mark V, datant de 1949.
Le rapport de transmission ultime s'élevait à 4,27 pour 1 (atteignant 4,55 pour 1 lorsque le surmultiplicateur était enclenché).
Le toit ouvrant, dispositif permettant d'aérer l'habitacle, est devenu un équipement de série sur les modèles commercialisés au Royaume-Uni. L'intérieur, luxueux, était agrémenté de cuirs, de placages de noyer et de moquettes à poils longs. Une gamme étendue de teintes monochromes et bicolores était proposée pour la livrée extérieure.

## Performance
Un essai routier mené en 1958 par la prestigieuse revue britannique The Motor a porté sur un véhicule équipé d'une boîte de vitesses automatique. Ce dernier a révélé des performances remarquables : une vitesse maximale de 184 km/h et une accélération de 0 à 97 km/h en 11,3 secondes. Toutefois, ces prouesses mécaniques s'accompagnaient d'une consommation de carburant relativement élevée, s'établissant à 19,8 litres aux cent kilomètres. Le prix d'acquisition de ce modèle, incluant les taxes, s'élevait à la somme considérable de 2 162 livres sterling. Par ailleurs, le modèle Mark IX a démontré une capacité d'accélération particulièrement vive, atteignant les 48 km/h en 4,2 secondes et les 161 km/h en 34,8 secondes. Il a parcouru le quart de mille en 18,1 secondes.
Dans son numéro 200, daté du 14 décembre 1962, la revue spécialisée Autocar a soumis à un essai routier une Jaguar Mark IX équipée d'une transmission automatique, dans le cadre de sa rubrique consacrée aux véhicules d'occasion. Cet exemplaire, ayant parcouru approximativement 34 000 kilomètres, a fait l'objet de mesures chronométriques. Il a ainsi été établi que cette berline pouvait abattre le 0 à 97 kilomètres à l'heure en 10,1 secondes, et atteindre la vitesse de 161 kilomètres à l'heure en 28,8 secondes. Quant au quart de mille, il a été franchi en 17,6 secondes.

## Ventes
La Mark IX s'imposa rapidement comme un choix de prédilection pour les gouvernements étrangers. En témoigne l'utilisation de ces prestigieuses berlines lors de la visite officielle du général de Gaulle au Canada en 1960, où elles constituaient l'essentiel du cortège présidentiel. La reine mère britannique, quant à elle, manifestait une affection toute particulière pour le modèle précédent, la Mark VII, qu'elle fit progressivement moderniser afin de l'aligner sur l'esthétique de la Mark IX. Le Nigeria, de son côté, fit l'acquisition d'une flotte de quarante Mark IX aux couleurs nationales, témoignant ainsi de l'attrait de ce modèle pour les élites africaines. D'ailleurs, l'empreinte laissée par ces somptueuses automobiles des années 1950 en Afrique de l'Ouest est telle que le terme "Jagwah" est encore utilisé de nos jours pour désigner, dans le langage courant, un individu influent et prospère.
La Jaguar Mark IX, destinée à une clientèle fortunée, se révéla particulièrement abordable. Proposée à partir de 1 995 livres avec une boîte manuelle, elle pouvait être équipée d'options telles qu'un overdrive ou une transmission automatique, moyennant un supplément respectif de 68 et 168 livres. Ces prix, inférieurs de près de moitié à ceux de ses rivales, en firent un modèle très compétitif. Au total, 10 009 exemplaires de la Mark IX sortirent des chaînes de montage.

## Circuit de course classique
Les performances dynamiques du Mark IX, à savoir une puissance moteur notable et un système de freinage efficace pour l'époque, couplées à une esthétique marquante, en font un choix privilégié parmi les passionnés de courses automobiles historiques. Ces véhicules sont fréquemment engagés dans des compétitions sur circuit, telles que les célèbres réunions Revival du circuit de Goodwood, où ils rivalisent avec d'autres modèles de prestige.